# Friedrich van Erlach
Friedrich van Erlach (Berlín, 1708-1757) fou un músic alemany.
Fill d'un capità de la guàrdia suïssa del rei Frederic I de Prússia; a causa d'haver perdut la vista en els primers anys cercà en la música consol a la seva desgracia. Aprengué el violí el piano i la flauta, distingint-se sobre manera en aquest últim instrument, amb el que aconseguí efectes fins llavors desconeguts. Manà construir un instrument d'aquesta espècie compost de dos tubs acordats a la tercera, els que tocava a voluntat, ja que junts, ja separats, en virtut d'un artifici que ideà, assolint així donar més intensitat als sons de la flauta sense alterar la qualitat. El 1732 Erlach romania a Eisenach, establint-se més tard a Berlín, deixant-se escoltar en els concerts que setmanalment donava a ca seva l'organista Sack. Nicolai dona algunes notícies d'Erlach en el Berlinisch Monatschrif pel febrer de 1807.